# Bycanistes cylindricus
Il bucero guancebrune (Bycanistes cylindricus (Temminck, 1824)) è un uccello della famiglia dei Bucerotidi originario dell'Africa occidentale.

## Descrizione

### Dimensioni
Misura 60-70 cm di lunghezza; l'unico esemplare del quale è stato determinato il peso, una femmina, pesava 921 g.

### Aspetto
Il piumaggio di questo bucero di medie dimensioni presenta un netto contrasto tra il bianco del groppone, delle copritrici alari e del ventre e il nero brillante della testa, della gola, del petto e delle parti superiori. Le ali hanno un ampio bordo bianco. La coda bianca è attraversata nel mezzo da una larga fascia nera. Nei maschi, le piume della faccia hanno i margini marroni. Quelle del cappuccio e della nuca sono molto ispide e formano una sorta di cresta. Il becco e il casco a forma di tubo sono color crema. La base della mandibola inferiore è contrassegnata da una serie di scanalature piuttosto profonde. Il casco presenta scanalature sui lati e rugosità alla base. La pelle che circonda le orbite è rossa. L'iride è color rosso scuro. Le femmine sono più piccole e presentano un becco e un casco di dimensioni molto più modeste, di colore nerastro. La loro pelle orbitale varia dal rosa al color crema. I giovani assomigliano agli adulti, ma hanno il becco più piccolo e privo di casco.
Il bucero dai calzoni bianchi, così simile a questa specie da essere considerato in passato una sua sottospecie, si differenzia per avere le cosce bianche e le piume della faccia prive dei margini marroni. Il suo becco è meno scanalato e di colore marrone scuro con la base e la punta giallo-crema. Il casco ha una forma differente - è più lungo e più appiattito ai lati -, ha una punta più prominente e una minore rugosità. La pelle orbitale è inoltre color giallo chiaro e non rossa e l'iride è più marrone.

### Voce
I buceri guancebrune sono facilmente individuabili grazie ai loro richiami e ai loro canti. Come la maggior parte dei buceri, hanno una voce potente che può essere udita a grande distanza. A differenza dei più grandi buceri dal casco nero e dal casco giallo che vivono nella stessa regione geografica, i cui richiami sono dieci volte più potenti tra luglio e febbraio che tra marzo e giugno, i buceri guancebrune sono più costanti e i loro richiami presentano solamente una leggera variazione nel tasso con cui vengono emessi in questi due periodi dell'anno.

## Biologia
Il più delle volte, i buceri guancebrune cercano il cibo tra le chiome dei grandi alberi emergenti o degli alberi isolati. Perlustrano la canopia, a un'altezza che varia dai 25 ai 50 metri dal suolo. Tuttavia, in alcuni casi, scendono tra la vegetazione più bassa delle foreste secondarie e inseguono anche gli insetti in volo. I buceri guancebrune di solito vivono in coppia o in piccoli gruppi, ma sugli alberi da frutto talvolta si radunano in bande che possono contare fino a 90 individui. Gli effettivi delle popolazioni di un determinato luogo sono molto irregolari, il che tende a provare l'esistenza di movimenti locali. In Liberia sono stati registrati spostamenti stagionali, presumibilmente per andare alla ricerca di nuovi alberi da frutto quando le risorse sono meno disponibili.

### Alimentazione
Circa il 90% della dieta è costituito da frutta. Sono state identificate 38 specie di piante appartenenti a 18 famiglie diverse. I buceri guancebrune si nutrono anche di insetti, uova e nidiacei.

### Riproduzione
I dati riguardanti la riproduzione sono scarsi. In Liberia, la stagione della nidificazione si svolge principalmente da settembre a novembre, periodo dell'anno in cui i maschi si spostano da soli. In ogni angolo dell'areale non vi è comunque una stagione degli amori ben marcata ed è possibile trovare nidi in qualsiasi momento, da gennaio ad aprile, da giugno ad agosto, ma anche da ottobre a novembre. Le coppie non nidificano sistematicamente tutti gli anni. I nidi sono collocati nella cavità di un albero, tra i 20 e i 25 metri dal suolo. Non conosciamo esattamente il numero di uova per covata. In molte occasioni sono stati visti involarsi due nidiacei, ma non sono rari i casi in cui è uno solo il piccolo che accompagna i genitori alla fine del ciclo riproduttivo. Il maschio si occupa di nutrire la femmina durante il suo periodo di reclusione nella cavità insieme ai giovani, rigurgitando almeno 12 frutti per visita. Effettua tra le 14 e le 18 visite al giorno. Non conosciamo la durata esatta del periodo di incubazione o quello della permanenza nel nido.

## Distribuzione e habitat
I buceri guancebrune frequentano le vaste distese di grandi alberi sempreverdi. È molto raro trovarli nelle foreste secondarie circostanti o nelle piantagioni. Sono principalmente uccelli di pianura e di altitudini non elevate, ma in rari casi sono stati segnalati anche ad altitudini maggiori. La specie è endemica dell'Africa occidentale, dove occupa un areale che comprende la Sierra Leone e il litorale fino al Togo.

## Conservazione
È una specie piuttosto rara, che sembra essere in declino in molte regioni del suo areale. Le principali minacce che incombono su di essa sono senza dubbio la deforestazione e la frammentazione dell'habitat. Al contrario, la sua controparte orientale, il bucero dai calzoni bianchi, non è così minacciata, dal momento che riesce a prosperare bene anche nelle foreste secondarie.